# 太宰治殉情考
《太宰治殉情考》，是日本文學家坂口安吾在1948年(昭和23年)於《オール読物》第三卷第八號發表的隨筆。
1948年6月，太宰殉情。同年8月，坂口發表《太宰治殉情考》探討太宰之死。
1980年，片山英一郎亦有同名著作討論太宰治之死。

## 概要
坂口安吾於《太宰治殉情考》中，首先說明自身為何不喝劣酒的原因，接著以相撲力士的思考模式與特質，帶出「藝道」概念。接著再將藝道代入太宰治與山崎富榮殉情之事，為太宰治的殉情作出解釋。
坂口認為，相撲力士或許目不識丁，卻是高度的文化人，因為他們以自身的技術與時代相互連結。文人也是藝人、職人、專家。坂口認為，人一旦投入藝道，靈魂則必須時時刻刻處於戰鬥狀態，與戰爭共存。而他人或評論家的評價，對於藝道之人而言並非問題。坂口認為藝道是必須受到本身更為絕對性的聲音檢視、評斷的。
太宰治殉情一事，坂口提出幾項看法：
首先，坂口認為太宰治一點也不在乎山崎富榮，而因為不在乎，才能與之殉情；
第二，坂口認為太宰治的不成體統，應是其狂亂的苦惱；
第三，坂口認為應將太宰治的自殺解釋為藝道之人的垂死掙扎，而非殉情。
坂口認為雖然人會因為藝道而使生活方式與死去方式變得不像樣，但上述一切不足以成為問題，因坂口認為唯一重要的只有藝道之人的作品而已。

## 外部連結
- 坂口安吾：作家別作品リスト - 青空文庫
- 『太宰治情死考』：新字新仮名 - 青空文庫（日語）